# Aprosdokitos mikrotero
Aprosdokitos mikrotero är en utdöd fågel i familjen pingviner inom ordningen pingvinfåglar. Den beskrevs 2017 utifrån fossila lämningar från eocen funna i Antarktis.